# Hospodářská a sociální komise pro Asii a Tichomoří
Hospodářská a sociální komise OSN pro Asii a Tichomoří (angl. The United Nations Economic and Social Commission for Asia and Pacific – ESCAP) je jednou z pěti regionálních komisí pod jurisdikcí Hospodářské a sociální rady OSN. Byla založena za účelem posílení hospodářské aktivity v Asii a na Dálném východě a pro podporu hospodářských vztahů mezi tímto regionem a ostatními oblastmi světa.
Komise sdružuje 53 členských států a 9 přidružených členů, převážně z regionů Asie a Tichomoří, nicméně mezi členy Komise jsou i Francie, Holandsko, Spojené království a Spojené státy.
Region, jehož území pokrývá činnost Komise, je domovem 4,1 miliardy lidí, neboli dvou třetin světové populace. To činí z ESCAP Komisi s nejširším polem působnosti ze všech pěti regionálních komisí.

## Historie
Komise byla založena Hospodářskou a sociální radou OSN 28. března 1947 jako „Hospodářská komise OSN pro Asii a Dálný východ“ (ECAFE), aby asistovala v poválečné hospodářské obnově. Jejím hlavním mandátem Komise je “iniciovat a účastnit se opatření, umožňujících koordinované úsilí pro hospodářskou rekonstrukci a rozvoj Asie a Dálného východu”.
Dne 1. srpna 1974 byla Komise přejmenována Hospodářskou a sociální radou OSN na Hospodářskou a sociální komisi OSN pro Asii a Pacific (angl. United Nations Economic and Social Commission for Asia and the Pacific – ESCAP), aby byly zohledněny jak hospodářské, tak i sociální aspekty její práce, ale také geografické rozmístění členských zemí.

## Rozsah činnosti
Komise se zabývá největšími výzvami, jež musí region řešit, prostřednictvím projektů, technické podpory a rozvoje kapacit členských států v následujících oblastech a tématech:
- Makroekonomická politika a rozvoj
- Obchod a investice
- Doprava
- Sociální rozvoj
- Životní prostředí a udržitelný rozvoj
- Informační a komuniční technologie a řízení rizik
- Statistika
- Sub-regionální aktivity pro rozvoj
- Energetika

Dále Komise zprostředkovává svým členským státům možnosti pro regionální spolupráci a kolektivní úsilí při plnění cílů Agendy pro udržitelný rozvoj 2030.

## Členské státy

Map showing the Member States of the United Nations Economic and Social Commission for Asia and the Pacific.

### Členové
Seznam členů Komise:
- Afghánistán
- Arménie
- Austrálie
- Ázerbájdžán
- Bangladéš
- Bhútán
- Brunej
- Kambodža
- Čína
- Severní Korea
- Fidži
- Francie
- Gruzie
- Indie
- Indonésie
- Írán
- Japonsko
- Kazachstán
- Kiribati
- Kyrgyzstán
- Laos
- Malajsie
- Maledivy
- Marshallovy ostrovy
- Mikronésie
- Mongolsko
- Myanmar (Barma)
- Nauru
- Nepál
- Nizozemsko
- Nový Zéland
- Pákistán
- Palau
- Papua Nová Guinea
- Filipíny
- Jižní Korea
- Rusko
- Samoa
- Singapur
- Šalomounovy ostrovy
- Srí Lanka
- Tádžikistán
- Thajsko
- Východní Timor
- Tonga
- Turecko
- Turkmenistán
- Tuvalu
- Spojené království
- Spojené státy americké
- Uzbekistán
- Vanuatu
- Vietnam

### Přidružení členové
Seznam přidružených členů Komise:
- Americká Samoa
- Cookovy ostrovy
- Francouzská Polynésie
- Guam
- Hongkong
- Macao
- Nová Kaledonie
- Niue
- Severní Mariany

## Sídlo

### Ústředí
Komise původně sídlila v Šanghaji v Čínské lidové republice, od svého vzniku do roku 1949, kdy bylo sídlo ústředí přestěhováno do Bangkoku v Thajsku.

### Subregionální kanceláře
Komise udržuje pět subregionálních kanceláří, aby byla schopna, vzhledem k rozsahu regionu, lépe cílit a uskutečňovat své programy.